# Еленовка (Павлодарская область)
Еленовка (каз. Еленовка) — упразднённое село в Щербактинском районе Павлодарской области Казахстана. Ликвидировано в ? г.

## История
Село Еленовка основано в 1911 г. русскими крестьянами в Крестьянской волости.